# Jessica Long
Pour les articles homonymes, voir Long.
Jessica Long est une nageuse handisport américaine, née Tatiana Kirillova le 29 février 1992 à Bratsk (oblast d'Irkoutsk) en Russie.
Amputée des deux jambes, elle a remporté 30 médailles aux Jeux paralympiques dont 17 en or.

## Enfance
Née en Sibérie sous le nom Tatiana Olegovna Kirillova, et atteinte d'hémimélie fibulaire (absence partielle ou complète de péroné), elle est adoptée à l'âge de 13 mois au sein d'une famille nombreuse, puis amputée à 18 mois afin de pouvoir porter des prothèses,. Adolescente, elle s'essaie à la gymnastique, l'escalade, la course à pied, au basketball et même au cheerleading. Mais sa préférence va avant tout à la natation. 
En 2014, elle fait l'objet d'un documentaire, Long Way Home, diffusé sur NBC Sports, qui suit sa rencontre avec ses parents biologiques en Russie. 

## Palmarès
En 2004, à seulement 12 ans, elle participe à ses premiers Jeux paralympiques et conquiert trois médailles d'or. Aux Jeux de Pékin en 2008, elle en remporte quatre, puis cinq aux Jeux de Londres en 2012. Elle remporte une médaille d'or, trois d'argent et deux de bronze en 2016 à Rio. Aux Jeux de Tokyo, elle remporte une médaille d'or sur le 200 m 4 nages individuel SM8 , d'argent sur le 100 m brasse SB7 et sur le 400 m nage libre S8 et de bronze sur le 100m dos S8, ce qui porte son total à 27 médailles aux Jeux paralympiques : 14 d'or, 8 d'argent et 5 de bronze.